# Тойда 2-я
Тойда 2-я — посёлок в Панинском районе Воронежской области. Входит в состав Октябрьского сельского поселения, ранее посёлок входил в состав Сергеевского сельского поселения.

## География

### Улицы
- ул. Труда
- ул. Шамшиной

## Население
| 2000 | 2005 | 2010 |
| ---- | ---- | ---- |
| 152  | ↘148 | ↘82  |